# Чума
Чума или Куга је словенско митолошко биће, персонификација куге и болести.  У Србији, Чума је народни назив за кугу. У народном веровању словенске митологије чума (куга) је стара и ружна жена буљавих очију и рашчупане косе или млада девојку дуге косе која долази из Чуминог вилајета. Њено тачно обличје није дефинисано, али је за свако везано веровање да воли да се купа и чешља. Због тога су људи припремали купке и остављали чешљеве како би је одобровољили и одвратили од наума да узме неког од укућана.
Реч куга је претпоставља се пореклом старонемачка реч, а синоними Чума или некад и Морија су словенске речи.
Према веровању, чума у кућу долази ноћу са тавана или кроз димњак. Носи земљани лонац са стријелама којима убија своје жртве. Зато увече не ваља остављати неопране судове, јер чума кад дође гребе посуђе својим прљавим ноктима и затрује га. Ово веровање је подстицало људе да приликом разних епидемија које су приписивали Чуми више воде рачуна у брину о хигијени куће.
У народу је очувана и изрека за нешто што неко однесе - однио га ко чума ђецу.
Чума се данас у народу каже и за онога ко је стипса или шкртица.